# Iwan Semjonowitsch Poljakow

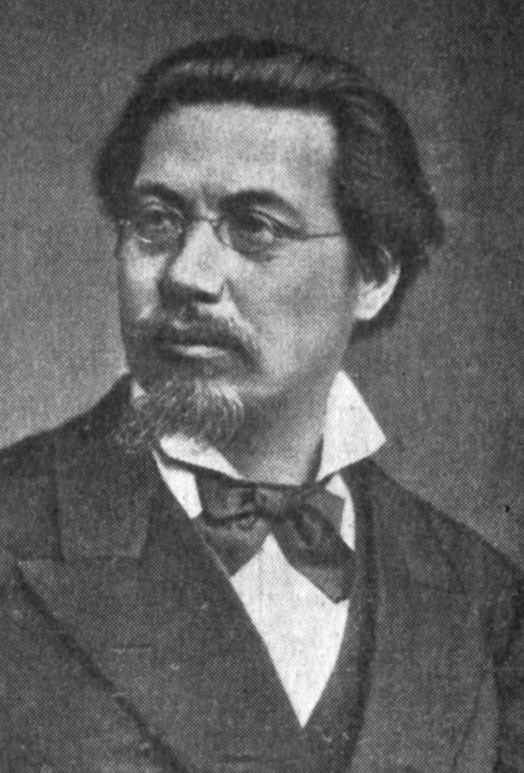
Iwan Semjonowitsch Poljakow

Iwan Semjonowitsch Poljakow (russisch Иван Семенович Поляков, wiss. Transliteration Ivan Semenovič Poljakov, geb. 12. Juni 1845 in Nowozuruchaitui, Transbaikalien; gest. 5. April 1887 in Sankt Petersburg) war ein russischer Zoologe, Anthropologe und Ethnograph. Er ist vor allem bekannt durch die Entdeckung der prähistorischen Kostjonki-Fundstelle im Jahre 1879, sowie für eine wissenschaftliche Beschreibung (1881) des Przewalski-Pferdes.

## Biografie
Iwan Semjonowitsch Poljakow wurde am 12. Juni 1845 in Nowozuruchaitui, Transbaikalien, in eine Kosakenfamilie geboren. Seine Mutter war Burjatin. Poljakow begleitete 1866 eine Expedition ins Jablonowygebirge, studierte später an der St. Petersburger Universität, untersuchte 1871 und 1873 den Onega und andere Seen im Gouvernement Olonez sowie 1874 die Quellseen der Wolga zoogeographisch, wurde anschließend zum Kurator des Zoologischen Museums an der Kaiserlichen Akademie der Wissenschaften in St. Petersburger ernannt und führte 1876–1877 zoologische und ethnographische Forschungen am Fluss Ob durch. Zu archäologischen Zwecken ging er 1878 ins Herz Russlands und 1879 in den östlichen Kaukasus. Seine letzte große Reise (1881–1884) führte ihn nach Sachalin, Japan und Südchina. Über die Ergebnisse seiner Reisen berichtete Poljakow in eigens publizierten Abhandlungen und in den Dokumenten der Russischen Akademie der Wissenschaften und der Geographischen Gesellschaft sowie anderer Gesellschaften. 
Darüber hinaus unternahm Poljakow eine Weltumrundung, über die er Dutzende von wissenschaftlichen Artikeln und Aufsätzen schrieb.